# Young Animal
Young Animal (jap. ヤングアニマル, Yangu Animaru) ist ein japanisches Manga-Magazin, das sich an ein junges männliches Publikum richtet und daher zur Seinen-Kategorie gezählt wird.
Es erschien ab 1989 zunächst als Gekkan Animal House (月刊アニマルハウス, Gekkan Animaru Hausu) und wurde 1992 in Young Animal umbenannt. Der Verlag Hakusensha bringt zwei Mal im Monat eine neue Ausgabe heraus, diese verkauften sich 2016 jeweils etwa 103.000 Mal. 2009 lagen die Verkaufszahlen noch bei 168.000. Die Redaktion sitzt in Tokio.
2000 startete das Schwestermagazin Young Animal Arashi. Von 2004 bis 2013 gab es zudem noch das Young Animal Island, das 2014 als Young Animal Innocent einen Neustart hatte, der aber über die Startnummer nicht hinauskam.

## Serien (Auswahl)
- 3-gatsu no Lion von Chica Umino
- Air Master von Yokusaru Shibata
- Ai Yori Aoshi von Kō Fumizuki
- Berserk von Kentarō Miura
- Cestvs: The Roman Fighter von Shizuya Wazarai
- Chocotto Sister von Gō Zappa und Sakura Takeuchi
- Desert Rose von Kaoru Shintani
- Detroit Metal City von Kiminori Wakasugi
- Holyland von Kōji Mori
- Jisatsutō von Kōji Mori
- Die Kinder der Shiunji-Familie von Reiji Miyajima
- Kono Minikuku mo Utsukushii Sekai von Ashita Morimi
- Nana & Kaoru von Ryuta Amazume
- Mai Ball – Fussball ist sexy! von Sora Inoue
- Manga Love Story von Katsu Aki
- Mouse von Satoru Akahori und Hiroshi Itaba
- Nobunaga no Shinobi von Naoki Shigeno
- Photo Kano: Your Eyes Only von Nylon
- Umi no Misaki von Kō Fumizuki
- Yubisaki Milk Tea von Tomochika Miyano
- Yuria 100 Shiki von Shigemitsu Harada und Nobuto Hagio